# Жигули (Волжский район)
Жигули — железнодорожная станция в Волжском районе Самарской области в составе сельского поселения Воскресенка.

## География
Находится на юго-западе района на железнодорожном перегоне между Новокуйбышевском и Чапаевском на расстоянии менее 5 километров по прямой на юго-запад от города Новокуйбышевск. У станции находится обширное садоводческое товарищество «Зори Жигулей».

## Население
Постоянное население не было учтено как в 2002 году, так и в 2010 году.

## Инфраструктура
В посёлке находится одноимённая станция Куйбышевской железной дороги.